# Харцызск (футбольный клуб)
«Харцызск» (укр. Харцизьк) — украинский футбольный клуб из одноимённого города Донецкой области. Проводил домашние матчи на стадионе «Сталеканатчик».

## Названия
- До 1991 — «Канатчик»
- 1991—1992 — «Горняк»
- 1992—1993 — «Канатчик»
- апрель-июль 1993 — «Силур»
- июль-октябрь 1993 — «Прометей»
- 1993—1996 — «Силур»
- 1996 — «Силур-Динамо»
- 1996—1997 — «Силур-Трубник»
- 1997 — «Харцызск»

## История
Футбольный клуб при Харцызском сталепроволочно-канатном заводе был основан в советское время и выступал в региональных соревнованиях, в 1978 году став бронзовым призёром чемпионата Донецкой области. В 1991 году команда дебютировала в чемпионате УССР среди КФК, где заняла второе место в своей группе, что позволило ей в первом чемпионате независимой Украины стартовать с переходной лиги. Дебютную игру в профессиональных соревнованиях команда провела 4 апреля 1992 года, в поселке Приморский в Крыму победив феодосийское «Море» со счетом 0:1, первый гол команды в чемпионатах Украины забил Сергей Литвинов. Сезон 1992 года харцызяне завершили на 7-й позиции в турнирной таблице, что не позволило им следующий чемпионат начать во второй лиге. Продолжив выступления в третьем дивизионе команда стала одним из аутсайдеров лиги и в следующем сезоне только снятие с чемпионата «Антрацита» из соседнего Кировского спасло «Силур» от лишения профессионального статуса. Тем не менее, уже в чемпионате 1993—1994 годов клуб стал только 13-м из 18-ти команд и вылетел из переходной лиги. После прекращения выступлений в профессиональных соревнованиях, команда продолжила играть в любительском чемпионате Украины, где в 1995 году стала третьей в своей группе. В сезоне 1995/1996 «Силур» стал обладателем Кубка Донецкой области и завоевал серебряные награды в чемпионате Донетчины. В 1997 году, отыграв первый круг в любительском чемпионате Украины, команда была снята с турнира и вскоре расформирована

## Достижения
- Чемпионат Донецкой области
  - Серебряный призёр: 1996
  - Бронзовый призёр: 1978
- Кубок Донецкой области
  - Победитель: 1996
- Любительский чемпионат Украины
  - 3-е место: 1994/95 (группа 4)

## Выступления в чемпионатах Украины
| Сезон   | Дивизион                | Место в чемпионате | И  | В  | Н | П  | ГЗ | ГП | О  |
| ------- | ----------------------- | ------------------ | -- | -- | - | -- | -- | -- | -- |
| 1992    | Переходная лига Украины | 7 из 9             | 16 | 4  | 1 | 11 | 10 | 33 | 9  |
| 1992/93 | Переходная лига Украины | 15 из 18           | 34 | 8  | 7 | 19 | 25 | 54 | 23 |
| 1993/94 | Переходная лига Украины | 13 из 18           | 34 | 10 | 9 | 15 | 32 | 51 | 29 |

## Главные тренеры
- Александр Слюсаренко (1992)
- Михаил Соколовский (1992—1993)
- Иван Скребец (1994)